# St. Elisabeth (Koblenz)

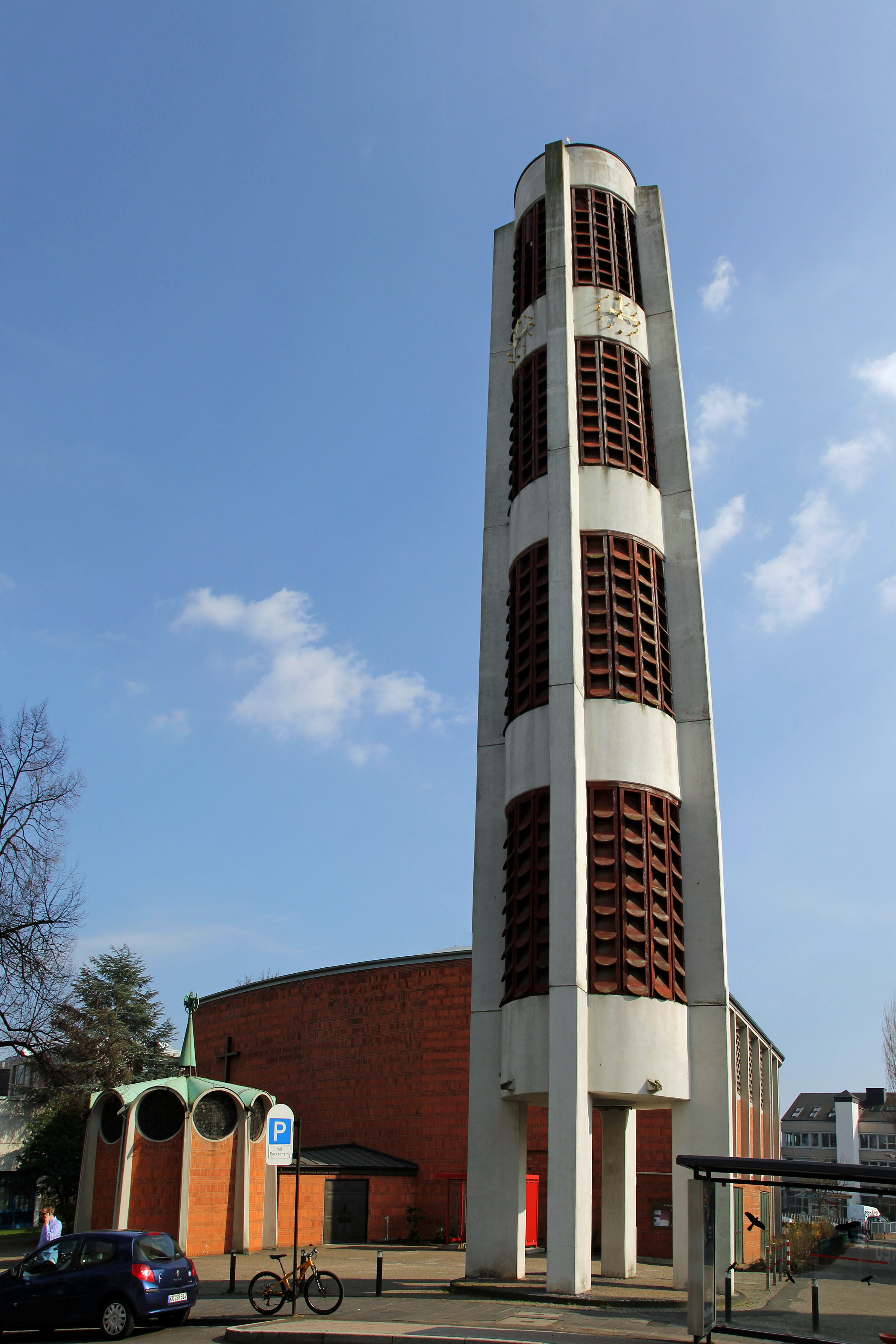
Der freistehende Glockenturm der Pfarrkirche St. Elisabeth

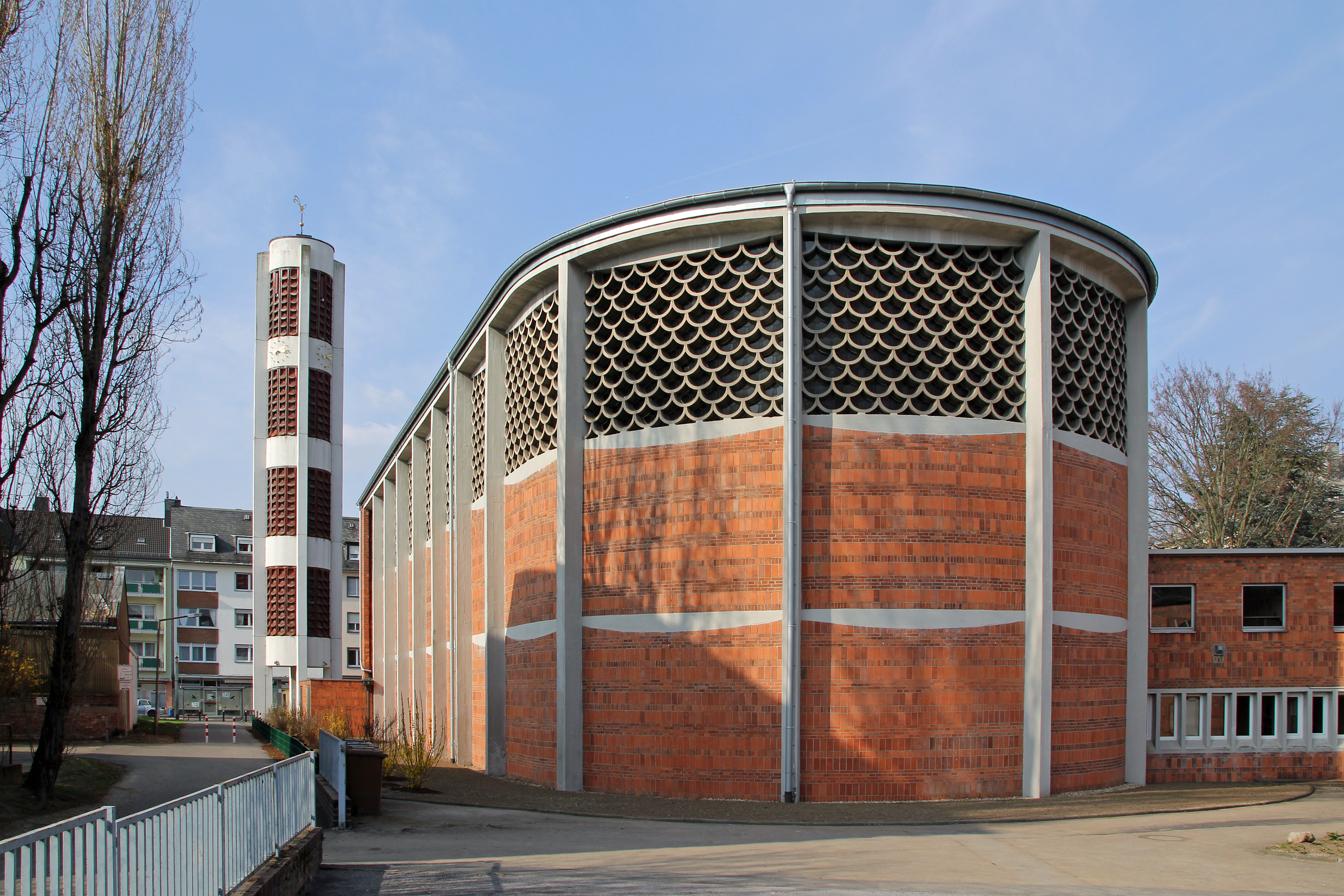
Die Pfarrkirche St. Elisabeth von Süden

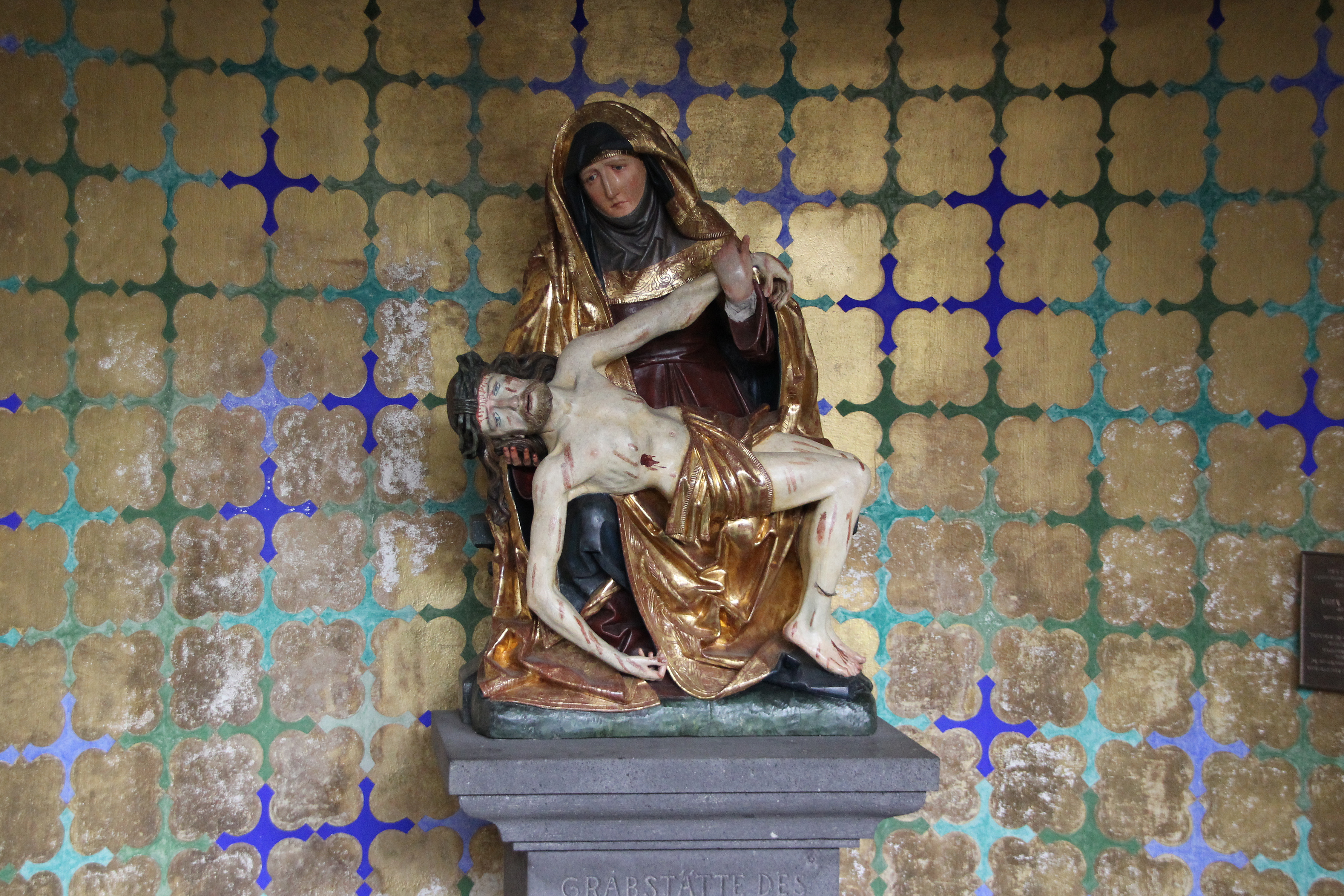
Pietà

Die Pfarrkirche St. Elisabeth ist eine katholische Kirche in Koblenz. Das im Stadtteil Rauental erbaute Gotteshaus ist eine der bedeutendsten Kirchen der 1950er Jahre am Mittelrhein. Seit 2012 wird sie hauptsächlich als Jugendkirche “X-Ground” genutzt. Sie trägt das Patrozinium der heiligen Elisabeth von Thüringen.

## Geschichte

### Erste Elisabethkirche
Ursprünglich gehörte das Rauental zur Pfarrei Herz-Jesu. Mit zunehmendem Bevölkerungswachstum wurde die Pfarrei geteilt. Im Jahr 1933 wurde im Rauental die Kirchengemeinde St. Elisabeth eingerichtet. Ihr erster Pfarrer wurde Johannes Klein (1901–1967), zuvor Kaplan von Herz-Jesu. Eine erste Elisabethkirche wurde am 15. Januar 1933 in der Steinstraße im Rauental eingeweiht. Die von Huch & Grefges umgebaute ehemalige Reithalle erhielt dabei einen kleinen Glockenturm. Dieser erste Kirchenbau wurde jedoch im Zweiten Weltkrieg beim schwersten Luftangriff auf Koblenz vom 6. November 1944 bis auf die Grundmauern zerstört.

### Neubau 1953–1954
Im Jahr 1947 wurde St. Elisabeth vom Trierer Bischof Franz Rudolf Bornewasser zur eigenständigen Pfarrei erhoben. 
Die neue Pfarrkirche St. Elisabeth wurde 1953 bis 1954 nach Plänen von Dominikus Böhm unter Mitwirkung seines Sohnes Gottfried Böhm in der Moselweißer Straße erbaut. Die Grundsteinlegung fand am 14. Juni 1953 statt, die feierliche Einweihung wurde am 1. August 1954 vom Trierer Weihbischof Bernhard Stein in Anwesenheit von Ministerpräsident Peter Altmeier durchgeführt. Der freistehende Glockenturm entstand 1962.
St. Elisabeth wird nicht nur als Pfarrkirche, sondern seit Oktober 2012 hauptsächlich als Jugendkirche für den Bereich Koblenz und Umgebung genutzt. Die Kirche der Jugend trägt seit Mai 2014 den Namen „X-Ground“ und wird vom Bistum Trier betrieben.

## Bau und Ausstattung

### Außen
Die Pfarrkirche St. Elisabeth ist ein Skelettbau aus Stahlbeton mit einer Ausmauerung aus Backstein und einem halbkreisförmigen Chor. Außen ist der Kirchenbau zu sieben Achsen dabei mit roten, ornamental gesetzten Ziegeln verblendet. Der Grundriss bildet ein Trapez mit aufeinander zulaufenden Seitenwänden, an denen senkrechte Rasterelemente strebepfeilerartig hervorgehoben sind.
Nördlich des Hauptbaus ist eine kleine zehneckige Taufkapelle mit konvexer Fassade angebaut. Das Dach ist mit Kupfer gedeckte und trägt auf einem spitzen Kegel eine Heiliggeisttaube. Nordwestlich steht frei an der Straße ein fünfgeschossiger Glockenturm, der als Betonskelettbau errichtet wurde. Das Erdgeschoss des Turms ist offen, die oberen Geschosse sind mit ziegelfarbigen Holzlamellen verschlossen.

### Innen
Im Inneren wird mithilfe von schlanker Säulen aus Flussstahl in zwei Reihen, die im halbrunden Chor hinter dem Altar herumführen, ein dreischiffiger Eindruck erzeugt. Die Außenwände zeigen im Betonskelett eine drei Rastereinheiten hohe Struktur.
Typisch für den Stil der Böhms ist das umlaufende Glas-Mosaik-Lichtband in der obersten Rastereinheit. Es lässt die Kirche an sonnigen Tagen so hell werden, dass man ohne künstliches Licht auskommt. Im Innenraum waren über den vier Bankreihen sowie um den Altar herum ursprünglich 31 Opalglas-Leuchtpendel angebracht, die bei einer Renovierung 1998 durch Plexiglas ersetzt wurden. Diese Konstruktion sollte an trüben Tagen eine harmonische Ergänzung zum natürlichen Tageslicht und bei Gottesdiensten zu dunklen Zeiten für sich genommen eine kreative Lichtarchitektur darstellen.
Im Osten öffnet sich die untere Rastereinheit zu einer niedrigen Werktagskirche. Am Nordende befindet sich eine elliptische Empore mit zangenförmigen Treppen, auf der die Orgel steht. Darunter führt ein sich verengender Gang zur einige Stufen tiefer liegenden Taufkapelle. Im Eingangsbereich steht eine Kopie der Kalksteinfigur der heiligen Elisabeth aus der Deutschordenskommende. Eine aus den Trümmern der ersten Elisabethkirche gerettete Pietà schmückt das Grab des ersten Pfarrers Johannes Klein in der neuen Kirche.

## Pfarreiengemeinschaft
St. Elisabeth ist Teil der „Pfarreiengemeinschaft Koblenz St. Aposteln“, zu der auch St. Beatus und St. Hedwig auf der Karthause, St. Laurentius in Moselweiß, St. Franziskus in der Goldgrube sowie St. Martinus in Lay gehören.

## Denkmalschutz
Die Pfarrkirche St. Elisabeth ist ein geschütztes Kulturdenkmal nach dem Denkmalschutzgesetz (DSchG) und in der Denkmalliste des Landes Rheinland-Pfalz eingetragen. Sie liegt in Koblenz-Rauental in der Moselweißer Straße 37.
Seit 2002 ist die Pfarrkirche St. Elisabeth Teil des UNESCO-Welterbes Oberes Mittelrheintal.